# 井田将勝
井田 将勝（いだ まさかつ、1967年4月12日 - ）は、日本のナレーター・フリーアナウンサー。現在は無所属。一軒家 将勝（いっけんや まさかつ）という別名もある。
パチンコ・パチスロ番組の実況やナレーションを担当することが多く、自らパチンコ・パチスロ実戦を行うレギュラー番組を（ネットでの動画配信ではあるが）持つ。メインの仕事はイベントの司会進行やスポーツ実況。
- 一軒家将勝と名乗っているにも拘らず、実際に住んでいる家は賃貸であることを、沖ヒカルにいじられている。
- パチンコをこよなく愛し、独自の一軒家理論を用いることで驚異の勝率をたたき出す（その内容は「流れが悪くなったところで主にデモ出しする」というものである）。
- 『錬金術師 一軒家将勝の勝ツ』という人気番組を持つ。その番組の中ではパチンコ実況番組にもかかわらず、ボタン連打をしない（これも理論の1つとして見られている）。

## 主な出演

### 現在出演中の番組
- ＫＣＮエリアワイド（近鉄ケーブルネットワーク）- 実況

### 過去の出演番組
- ゴールデンスロット（びわ湖放送他、2005年4月 - 2007年9月）- 実況
- 雨スポ（よみうりテレビ、2005年4月 - 2006年3月）- ナレーション
- アイドルの巣 ジャンバリ荘（テレビ愛知他、2008年4月 - 6月）- ナレーション
- 錬金術師 一軒家将勝の勝ツ（ジャンバリ.TV、2010年6月 - 2015年11月 ）- ホスト
- 原口あきまさの今がぱちドキッ!（TOKYO MX他、2010年7月 - 2015年9月 ）- 実況
- ヒロシ・ヤングアワー「ノリ打ちでポン！」（パチンコ★パチスロTV!、2011年、2013年、2014年、2015年 ）- ゲスト出演
- 大逆転 実況ぱちドキッ!（テレビ埼玉、2012年10月 - 2014年8月 ）- 実況・解説
- 神獣王キング決定戦（ジャンバリ.TV、2012年 ）- 実況
- 沖と魚拓の麻雀ロワイヤル 第1話～第9話（ジャンバリ.TV、2012年11月 - 2013年1月 ）- ゲスト出演
- ゴルゴ13 PAYBACK TIME 女子打会バトル（ジャンバリ.TV、2013年 ）- 実況
- フィーバー機動戦士ガンダムBATTLE～ジャンバリ戦記～（ジャンバリ.TV、2013年 ）- 実況
- $1銀玉打闘会（サンテレビ他、2013年8月 - 2014年3月 ）- 解説
- みひろのパチ×スロメガクイーン（テレビ愛知、2013年11月 - 2016年3月 ）- 実況
- パチってる場合ですよ!（パチンコ★パチスロTV!、2014年1月 -2021年9月 ）- 進行役
- 新装開店パーラージャンバリへようこそ！（テレビ神奈川他、2014年4月 -2015年3月 ）- 実況
- みんなでぱちドキッ!（テレビ埼玉、2014年9月 - 2015年3月）- 実況
- 雑誌対抗！パチンコニュースターバトル（パチンコ★パチスロTV!、2015年4月 ）-進行
- パチ×スロ挑戦記 ～限界突破～（テレビ愛知、2016年4月 - 2018年3月 ）- 実況
- 魅せチャイナ-関西版-（ジャンバリ.TV、2016年 ）- 進行
- デッド オア 将勝ッ（ジャンバリ.TV、2017年 ）- ホスト
- 万発・ヤングの今がぱちドキッ！（ジャンバリ.TV、2017年5月 - 2018年4月 ）- 出演
- 魚拓とシックスハンターDX 〜メガセクシーバトル〜（テレビ愛知、2018年4月 - 2020年3月）- 実況
- ヒロシ・ヤングのベリーヤング！（ジャンバリ.TV、2018年 ）- 進行　※第2回・第3回のみ
- 店内でまさかの〇〇ショー！をやってみた。（キコーナチャンネル、2023年 ）- 進行

### OVA
- 残された名刺　『ある在日一世の軌跡』（1996年、

平尾貴志）

### ゲーム
- Cosmology of KYOTO～京都千年物語～（1994年）
- 花の慶次 -雲のかなたに-（1994年、四井主馬、風魔の小太郎）
- 祇園花 PlayStation版（1995年、御古神京介）

### ＤＶＤ
- 大崎一万発とヒロシ・ヤングがオリ術&ガイドのライターでオモロいことしてみた! （ガイドワークス、2015年7月31日 ）- 出演　※Disc1のみ
- 大崎一万発とヒロシ・ヤングがスロ術&スロガイのライターでもオモロいことしてみた! （ガイドワークス、2017年1月7日 ）- 出演　※Disc1のみ